# Aeropuerto Internacional Faa'a
El Aeropuerto Internacional Faa'a o Aeropuerto Internacional de Tahití Faa'a (del francés: Aéroport International Tahiti Faa'a) (IATA: PPT, OACI: NTAA) está localizado en la localidad de Faa'a, en la isla de Tahití, Polinesia Francesa, aproximadamente a 5 km (3 millas) al suroeste del centro de Papeete, capital de la Polinesia Francesa. Es el único aeropuerto en la Polinesia Francesa que cuenta con vuelos internacionales.
Debido al bajo nivel del terreno, próximo a terrenos agrícolas, el aeropuerto fue construido en una zona de la Barrera de Coral. El aeropuerto, atendido por Setil Aéroports, tiene una única pista de 11,220 pies (3,420 metros), capaz de atender a cualquier tipo de aviones militares y civiles.

## Estadísticas
Ver fuente y consulta Wikidata.

## Aerolíneas y destinos

### Destinos nacionales
| Aerolíneas | Destinos |
| ---------- | --- |
| Air Tahiti | - Ahe - Arutua - Atuona - Bora Bora - Fakahina - Fakarava - Fangatau - Hao - Hikueru - Huahine - Kauhei - Makemo - Manihi - Mataiva - Maupiti - Moorea - Napuka - Nuku Hiva - Puka-Puka - Raiatea - Raivavae - Rangiroa - Raroia - Rimatara - Rurutu - Takaroa - Tatakoto - Tikehau - Totegegie - Tubuai |

### Destinos internacionales
| Ciudades por países | Nombre del aeropuerto                      | Aerolíneas                                    | Aeronaves       | Frecuencias semanales |
| Norteamérica        | Norteamérica                               | Norteamérica                                  | Norteamérica    | Norteamérica          |
| ------------------- | ------------------------------------------ | --------------------------------------------- | --------------- | --------------------- |
| Estados Unidos      |                                            |                                               |                 |                       |
| Honolulú            | Aeropuerto Internacional Daniel K. Inouye  | Hawaiian Airlines                             | A330-243        |                       |
| Los Ángeles         | Aeropuerto Internacional de Los Ángeles    | Air Tahiti Nui Air France                     | B787-9 A350-941 |                       |
| San Francisco       | Aeropuerto Internacional de San Francisco  | French Bee United Airlines                    | A350-941 B787   |                       |
| Europa              |                                            |                                               |                 |                       |
| Francia             |                                            |                                               |                 |                       |
| París               | Aeropuerto Internacional Charles de Gaulle | Air Tahiti Nui (Via LAX) Air France (Via LAX) | B787-9 A350-941 |                       |
| París               | Aeropuerto de París-Orly                   | French Bee (Via SFO)                          | A350-941        | 7                     |
| Asia                |                                            |                                               |                 |                       |
| Japón               |                                            |                                               |                 |                       |
| Tokio               | Aeropuerto Internacional de Narita         | Air Tahiti Nui                                | B787-9          | 7                     |
| Oceanía             |                                            |                                               |                 |                       |
| Islas Cook          |                                            |                                               |                 |                       |
| Rarotonga           | Aeropuerto Internacional Rarotonga         | Air Tahiti                                    |                 |                       |
| Fiyi                |                                            |                                               |                 |                       |
| Nadi                | Aeropuerto Internacional de Nadi           | Aircalin                                      | A3xx            |                       |
| Nueva Caledonia     |                                            |                                               |                 |                       |
| Nouméa              | Aeropuerto Internacional La Tontouta       | Aircalin                                      | A3xx            |                       |
| Nueva Zelanda       |                                            |                                               |                 |                       |
| Auckland            | Aeropuerto Internacional de Auckland       | Air Tahiti Nui Air New Zealand                | B787-9 B7x7     |                       |

## Estadísticas
Ver fuente y consulta Wikidata.

## Incidentes
- El 13 de julio de 1973, el Vuelo 816 de Pan Am, un Boeing 707, se estrelló en el mar justo después de despegar. 72 de las 73 personas a bordo murieron.[2]
- El 12 de septiembre de 1993, el Vuelo 72 de Air France, un 747-428, se salió de pista mientras aterrizaba, saliendo del asfalto y acabando en la barrera de coral. El morro del 747 quedó sumergido en el agua. No se produjo ninguna muerte.[3]
- El 24 de diciembre de 2000, el Vuelo 481 de Hawaiian Airlines, un DC-10-10, sobrepasó la pista durante el aterrizaje y se salió del pavimento. No hubo ningún muerto.[4]